# Чиркин, Владимир Валентинович
Влади́мир Валенти́нович Чи́ркин (род. 12 октября 1955, Хасавюрт, Дагестанская АССР, РСФСР, СССР) — российский военачальник, генерал-полковник (2011). Главнокомандующий Сухопутными войсками (26 апреля 2012 года — 2 декабря 2013 года).

## Образование
Окончил Казанское суворовское военное училище (1972—1974), Алма-Атинское высшее общевойсковое командное училище имени Маршала Советского Союза И. С. Конева (1974—1978) с золотой медалью, Военную академию имени М. В. Фрунзе (1985—1988), Военную академию Генерального штаба Вооружённых Сил РФ (1998—2000).

## Служба
- С 1978 года по 1983 год — командир разведывательного взвода, командир разведывательной роты танкового полка 35-й мотострелковой Красноградской дивизии в Группе советских войск в Германии.
- С 1983 года по 1985 год — командир разведывательной роты, начальник разведки танкового полка в Забайкальском военном округе .
- С 1988 года по 1991 год — командир мотострелкового батальона, начальник штаба 423 мотострелкового полка в Московском военном округе,
- С 1991 года по 1992 год — начальник штаба 22-го мотострелкового полка, командир 20 мотострелкового полка 60-й мотострелковой дивизии имени Толбухина в Закавказском военном округе,
- С 1992 года по 1995 год — командир 1326 мотострелкового полка 99 мотострелковой дивизии в Дальневосточном военном округе,
- С 1995 года по 1998 год — начальник штаба 19-й мотострелковой Воронежско-Шумленской дивизии в Северо-Кавказском военном округе.
- В 2000—2002 годах — командир 42-й гвардейской мотострелковой Евпаторийской дивизии 58 общевойсковой Армии;
- В 2002—2003 годах — начальник штаба 58-й общевойсковой Армии в Северо-Кавказском военном округе.
- В ноябре 2003 — феврале 2007 — командующий 36-й общевойсковой Армией Сибирского военного округа.
- В феврале 2007 — декабре 2008 — заместитель командующего войсками Московского военного округа.
- В декабре 2008 —январе 2010 --- начальник штаба Приволжско-Уральского военного округа.
- 11 января — 9 июля 2010 года — командующий войсками Сибирского военного округа.
- С 9 июля по 13 декабря 2010 года — временно исполняющий обязанности командующего войсками Центрального военного округа.
- 13 декабря 2010 года — назначен командующим войсками Центрального военного округа[2]- объединённого стратегического командования ОСК "Центр";
- С 26 апреля 2012 года — Главнокомандующий Сухопутными войсками[3];
- С 2 декабря 2013 года по 27 августа 2018 года в распоряжении Министра Обороны РФ.

Командовал военным парадом на Красной площади в Москве 9 мая 2013 года.
С 18 ноября 2010 года почетный житель республики Дагестан.
С 28 августа 2018 года — по настоящее время  -  старший советник генерального директора АО НИМИ им. В.В. Бахирева.

## Награды
- Орден «За заслуги перед Отечеством» IV степени
- Орден Мужества
- Орден «За военные заслуги»
- Орден «За службу Родине в Вооружённых Силах СССР» III степени
- Медаль «В память 1000-летия Казани»
- Медаль «70 лет Вооружённых Сил СССР»
- Медаль «За воинскую доблесть» 1 степени
- Медаль «За укрепление боевого содружества» (Минобороны)
- Медаль «200 лет Министерству обороны»
- Медаль «За отличие в военной службе» 1 степени
- Медаль «За безупречную службу» 2 степени
- Медаль «За безупречную службу» 3 степени
- Медаль «Генерал армии Маргелов»
- Медаль «За отличное окончание высшего военного образовательного учреждения Министерства обороны РФ»
- Медаль «Маршал Баграмян» (Армения)